# Revisionistisch zionisme

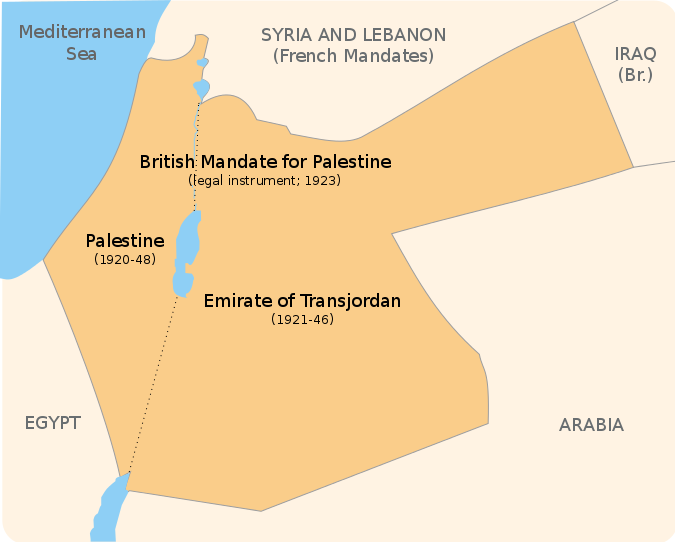
Het Mandaatgebied Palestina (bestaande uit het huidige Israël, de Westelijke Jordaanoever, de Gazastrook) en Transjordanië (tegenwoordig Koninkrijk Jordanië)

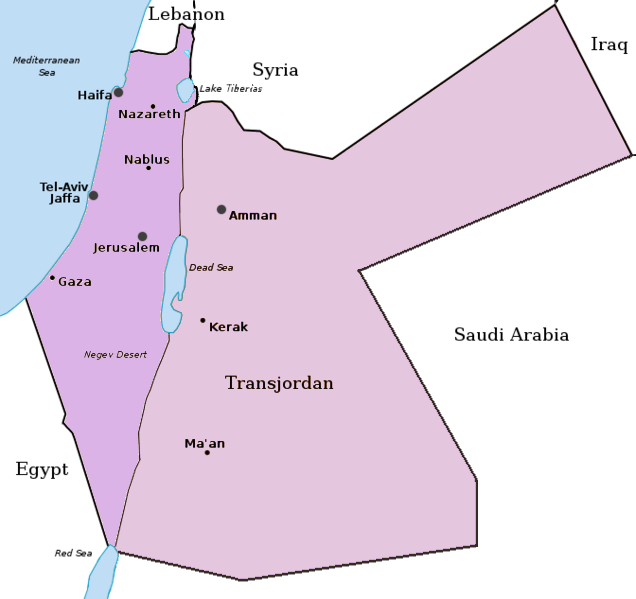
In mei 1923 werd het Mandaatgebied Palestina bestuurlijk gesplitst en kreeg Transjordanië zelfbestuur. revisionistische zionisten claimden dit volledige gebied als onderdeel van een Joodse staat. Vandaar, dat ze vele decennia na de stichting van de staat Israël weigerden het bestaan van Jordanië te erkennen, en de claim pas in de jaren 90 van de vorige eeuw werd opgegeven.

Revisionistisch zionisme (Hebreeuws: ציונות רוויזיוניסטית) is een nationalistische factie binnen de zionistische beweging.
De ideologie werd ontwikkeld door Ze'ev Jabotinski die een pleitbezorger was van een "revisie" van het "praktische zionisme" van David Ben Gurion en Chaim Weizmann dat uitging van de gedachte van onafhankelijke vestiging van Eretz Yisrael.
Revisionistisch zionisme ging daarentegen uit van de visie van "politiek zionisme", hetgeen Jabotinski beschouwde als het volgen van de erfenis van Theodor Herzl, de oprichter en bedenker van het moderne politieke zionisme.
In de eerste jaren, onder de leiding van Jabotinski, was het revisionistisch zionisme gericht op het verkrijgen van Britse hulp bij de vestiging. Later organiseerden groepen, onafhankelijk van Jabotinski, gewelddadige campagnes tegen de Britse autoriteiten in Palestina. Deze poogden bovendien de Britse troepen uit dit gebied te verdrijven ten gunste van een op te richten Joodse staat.

## Jabotinski en het revisionistisch zionisme

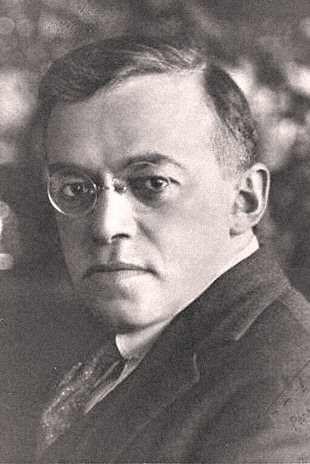
Ze'ev Jabotinski, oprichter van het revisionistisch zionisme

Na de Eerste Wereldoorlog, werd Jabotinski gekozen in eerste wetgevende assemblee in de Jisjoev, en 1921 werd hij gekozen in de Executive Council van de Zionisten Organisatie (later bekend als de "Wereld Zionisten Organisatie").
Hij stapte echter bij deze laatste groep op in 1923, vanwege een verschil van mening met de voorzitter Chaim Weizmann,
en richtte de Revisionisten Partij op. In 1925 vormde Jabotinski de Revisionisten Zionisten Alliantie,
tijdens het Wereld Zionisten Congres om zijn standpunten te kunnen uitdragen. Zo predikte hij onder meer extra samenwerking
met de Britten om zo het volledige Britse Mandaat voor Palestina aan beide zijden van de
Jordaan om te zetten in een soevereine Joodse staat die loyaal aan Groot-Brittannië zou zijn.
Om dit te bereiken was Jabotinski een groot voorstander van massale Joodse immigratie vanuit Europa en voor het opzetten van een
tweede Joodse Legioen om de Joodse staat in wording van meet af aan te kunnen beschermen.
Als overtuigd anglofiel wilde Jabotinsky de Britten overtuigen dat een Joodse staat ook in het grootste belang het Britse Rijk zou zijn en misschien zelfs een autonome uitbreiding ervan in het Midden-Oosten kon zijn.
Toen in 1935 Zionisten Organisatie (ZO) Jabotinsky's programma niet aannam, braken hij en zijn volgelingen met de organisatie om de Nieuwe Zionisten Organisatie (NZO) op te richten. In 1946 gingen de NZO en de WZO weer samen.
De Zionisten Organisatie bestond grofweg uit algemene zionisten, die in de meerderheid waren, de volgelingen van Jabotinski, de een na grootste groep, en arbeiders-zionisten, geleid door David Ben Goerion, die in de minderheid waren, maar wel veel invloed hadden waar het ertoe deed: in de Jisjoev.
Ondanks de sterke vertegenwoordiging in de Zionisten Organisatie, had het revisionistisch zionisme een kleine vertegenwoordiging in de Jisjoev, in tegenstelling tot het arbeiders-zionisme, dat populair was bij kibboetsen en arbeiders, en dus in de "vestigingspolitiek".
Het algemene zionisme was goed vertegenwoordigd bij de middenklasse, die zich later wel verbonden met de revisionisten.
In de Joodse diaspora, had het revisionisme de beste ondergrond in Polen, waar de basis van de activiteiten wortel had geschoten in verschillende politieke partijen en jeugdorganisaties, zoals Betar.
Tegen het einde van de jaren 30 was het revisionistisch zionisme verdeeld in drie uitgesproken ideologische stromingen:
de "centristen", de Irgoen, en de "messianisten".
Jabotinski beredeneerde later dat het noodzaak was om een sterke positie in de Jisjoev te bemachtigen, en hij ontwikkelde een
visie op de economische en sociale beleidsstandpunten voor de revisionistische beweging en de nieuwe Joodse gemeenschap gecentreerd om het ideaalbeeld van de Joodse middenklasse in Europa. Jabotinski geloofde dat het baseren van de beweging op een filosofie wezenlijk anders dan die van de socialistisch georiënteerde arbeiders-zionisten de aanhang van de algemene zionisten zou aanspreken.
In lijn met deze gedachte plaatsten de revisionisten hun eigen jeugdbeweging, Betar, in de Yishuv. Ze startten ook een paramilitaire beweging, Irgoen, een vakbond, de Nationale Arbeiders Federatie, en hun eigen gezondheidsdiensten.
Deze laatste had als doel om de toenemende macht die de arbeiders-zionisten met Histadrut over de nutsvoorzieningen hadden, in te dammen en ook om het probleem te pareren dat Histadrut weigerde om zijn diensten aan leden van de Revisionistische Partij aan te bieden.

## Irgoen: Oorsprong en activiteiten
De Irgoen (steno voor Irgun Tsvai Leumi, Hebreeuws voor "Nationale Militaire Organisatie") heeft haar wortels in de
Betar-jeugdbeweging in Polen, welke in de jaren 40 veel van haar leden uit Europa en de VS had overgeheveld naar de Yishuv. De beweging, nu autonoom van de Hatzohar-leiding in Polen opererend, besloot om zich op lokaal niveau te organiseren, aangezien het kleine ledental telkens overschaduwd werd door de arbeiders-zionisten die zich voornamelijk richtten op vestigingen op het land.
Terwijl Jabotinsky doorging met lobbyen bij de Britten, vocht de Irgun onder het leiderschap van mensen als David Raziel
en later Menachem Begin ongeacht de orders van Jabotinsky, een politiek gevecht tegen de arbeiders-zionisten en
een militair gevecht tegen de Britten voor de vestiging van een Joodse staat.
Meestal in conflict met (maar soms ook in samenwerking met) rivaliserende clandestiene organisaties als de Haganah en de Lehi (of Stern Groep), behaalde Irgun duidelijke resultaten in de gewapende gevechten tegen de Britse en de Arabische strijdkrachten in de jaren 30 en 40. Uiteindelijk was de inzet van Irgoen zelfs beslissend bij de
laatste gebeurtenissen in de Arabisch-Israëlische Oorlog van 1948. Na 1948 werden de verschillende leden van Irgoen gedemobiliseerd, of direct ondergebracht in het Israëlische defensieleger in oprichting. Op het politieke vlak vond het Irgoenistische gedachtegoed een voedingsbodem in de Herut (of "Vrijheids") Partij.